# Innocent Eyes (singel)
"Innocent Eyes" to trzeci singel australijskiej wokalistki, Delty Goodrem, z jej debiutanckiego albumu pod tym samym tytułem. Utwór został napisany przez Goodrem i Vince'a Pazzingę, a jego produkcją zajął się John Fields. Jego premiera miała miejsce 6 czerwca 2003 roku. Wokalistka uważa piosenkę za jedną z jej ulubionych na krążku. Słowa piosenki są autobiograficzne i wokalista dedykowała jej swojej rodzinie. Utwór stał się trzecią piosenką wokalistki, która osiągnęła szczyt australijskiego zestawienia, a także zajmował miejsca w pierwszej dwudziestce notowań w Nowej Zelandii i Wielkiej Brytanii. Artystka wykonała go w jednym z odcinków australijskiej opery mydlanej Sąsiedzi (ang. Neighbours), w której to grała jedną z postaci – Ninę Tucker.

## Promocja
Podczas promocji singla Goodrem spędziła osiem godzin w jednej z galerii handlowych w Melbourne, podpisując płyty 10-tysięcznemu tłumowi. Do australijskich sklepów muzycznych trafiły dwie edycje krążka. Pierwsza, oprócz piosenki tytułowej, zawierała dwa utwory na b-side: "Hear Me Calling" (napisaną przez Goodrem i Pazzingę) oraz "Lost for Words" (napisaną przez Goodrem). Druga zawierała sam utwór, jego dwa remiksy, logo na telefon oraz dzwonek telefoniczny do wyboru: "Innocent Eyes", "Born to Try" lub "Lost Without You".

## Teledysk
Teledysk do utworu został nakręcony w hotelu InterContinental w Sydney między 2 a 3 maja 2003 roku. Reżyserem wideoklipu jest Michael Gracey. Jego premiera miała miejsce w czerwcu 2003 roku.
W teledysku widzimy wokalistkę za kulisami przygotowaną do wyjścia na scenę i przypominającą sobie sceny z dzieciństwa, kiedy jako mała dziewczynka śpiewa, tańczy i przymierza ubrania.
Nakręcenie klipu zajęło dwadzieścia godzin. W dostępnym na albumie DVD Delta z 2003 roku można obejrzeć zarówno sam teledysk jak i materiał o jego tworzeniu, w którym Goodrem opowiada, że ciężko było jej pozwolić innym ludziom na manipulacje przy wideoklipie w celach marketingowych, gdyż utwór ten jest jej bardzo bliski.

## Wydania singla
| Australijski Singel CD 1. "Innocent Eyes" — 3:52 2. "Hear Me Calling" — 3:47 3. "Lost for Words" — 4:15 Australijski Singel CD (wersja alternatywna) 1. "Innocent Eyes" — 3:52 2. "Lost Without You" (Smash 'n' Grab Extended Mix) — 7:20 3. "Lost Without You" (The Luge Mix) — 4:04 | Brytyjski Singel CD 1. "Innocent Eyes" (Album Version) — 3:53 2. "Lost Without You" (Soulchild Eemix) — 3:55 3. "Lost for Words" — 4:15 4. "Innocent Eyes" (Teledysk) — 3:53 Brytyjski Singel CD (wersja alternatywna) 1. "Innocent Eyes" (Album Version) — 3:53 2. "Innocent Eyes" (The Luge Mix) — 5:09 3. Behind the Scenes of "Lost Without You" (wideo) |

## Notowania
| Notowanie (2003)                | Pozycja |
| ------------------------------- | ------- |
| Australijska ARIA Singles Chart | 1       |
| Nowozelandzka Singles Chart     | 14      |
| UK Singles Chart                | 9       |
| Irlandzka Singles Chart         | 25      |

## Historia wydania
| Region          | Data             | Wytwórnia    | Format    | Katalog    |
| --------------- | ---------------- | ------------ | --------- | ---------- |
| Australia       | 6 czerwca 2003   | Epic Records | singel CD | 673857.2   |
| Wielka Brytania | 22 września 2003 | Epic Records | singel CD | 6754731/32 |
| Nowa Zelandia   | 2 listopada 2003 | Sony Music   | singel CD | 673857.5   |